# Echinospartum horridum
Echinospartum horridum là một loài thực vật có hoa trong họ Đậu. Loài này được (M.Vahl) Rothm. miêu tả khoa học đầu tiên.

## Hình ảnh

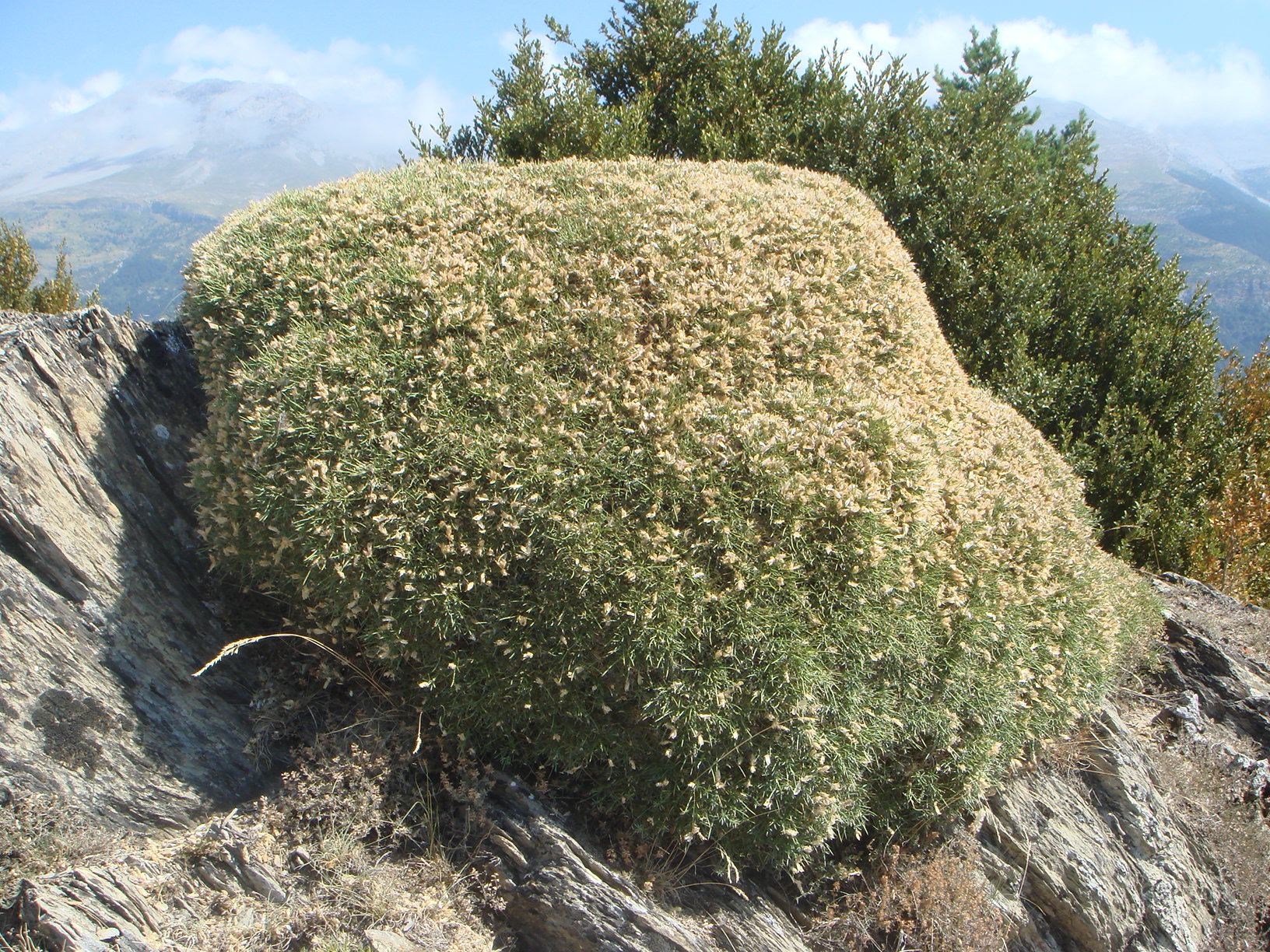
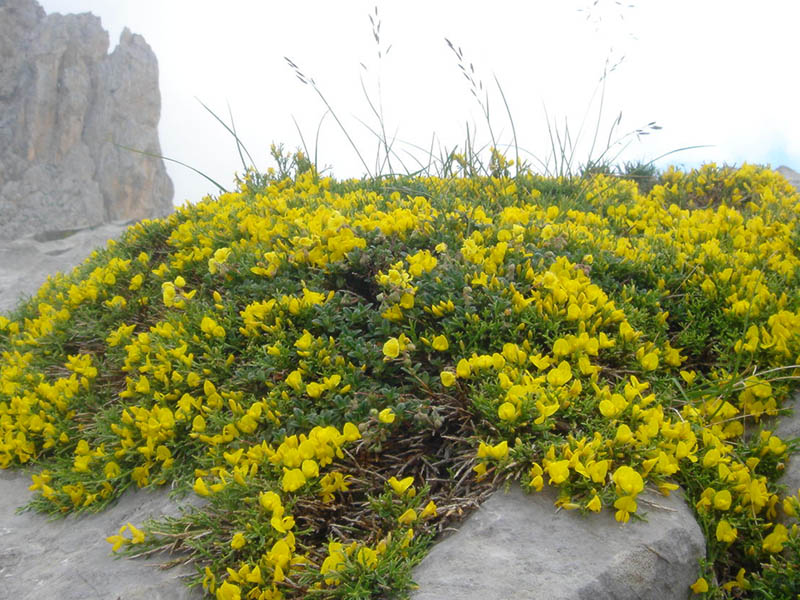
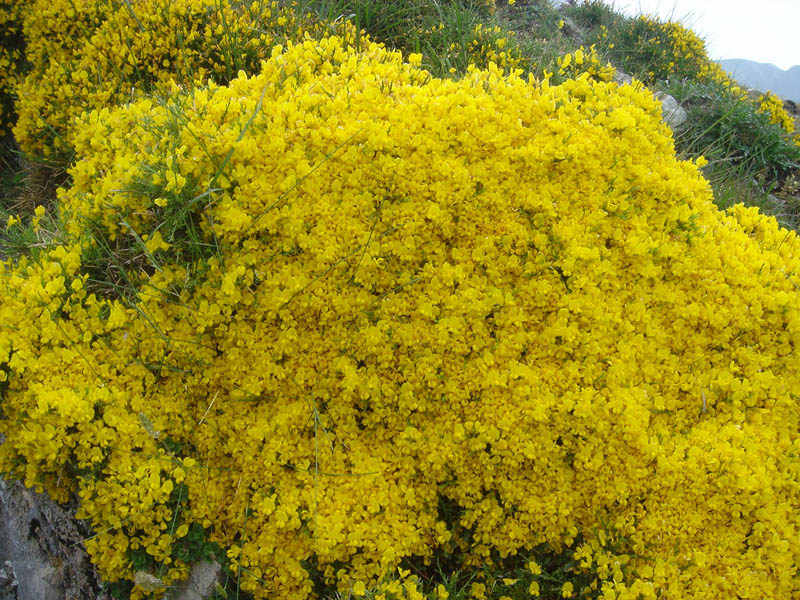
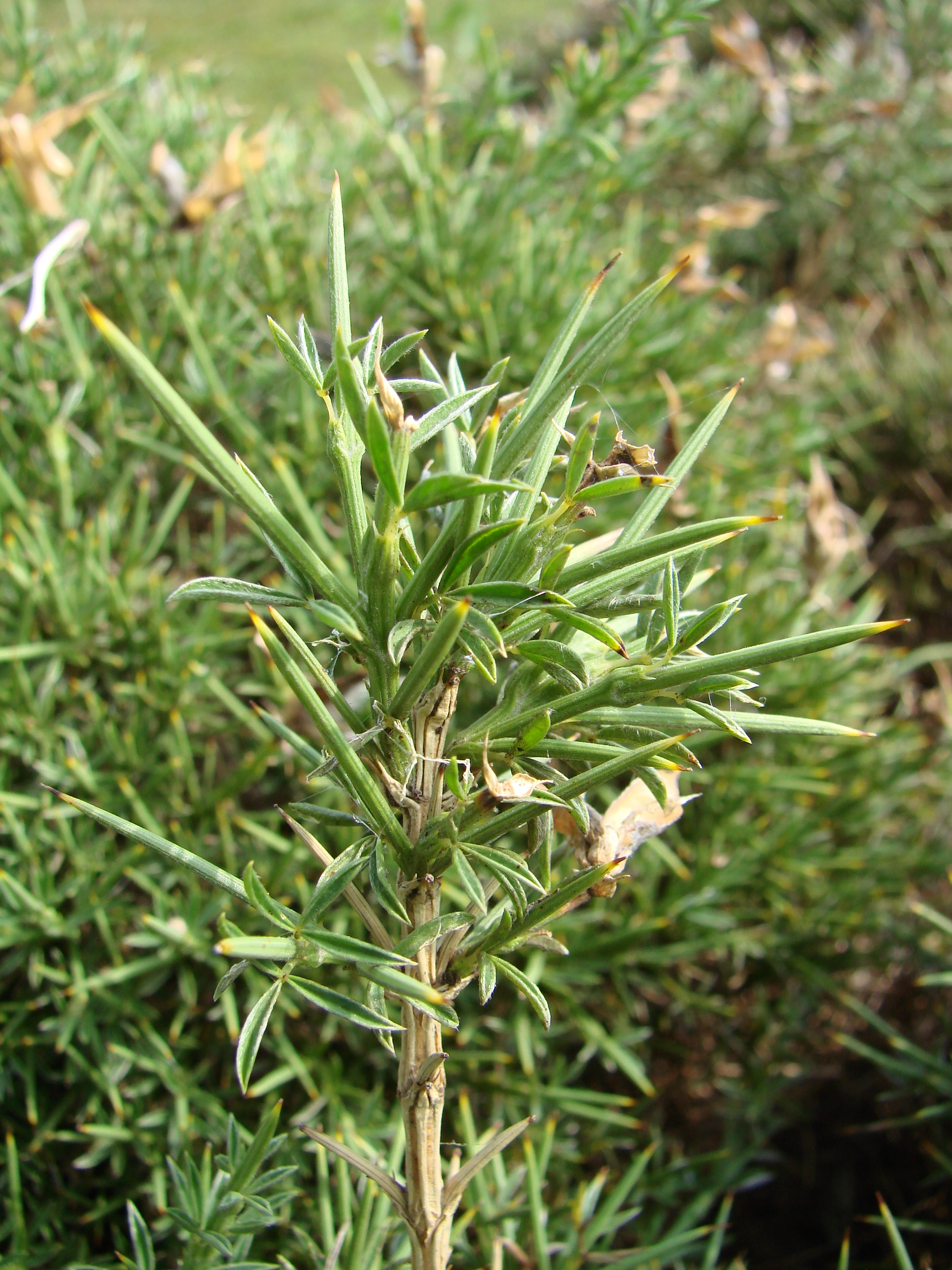
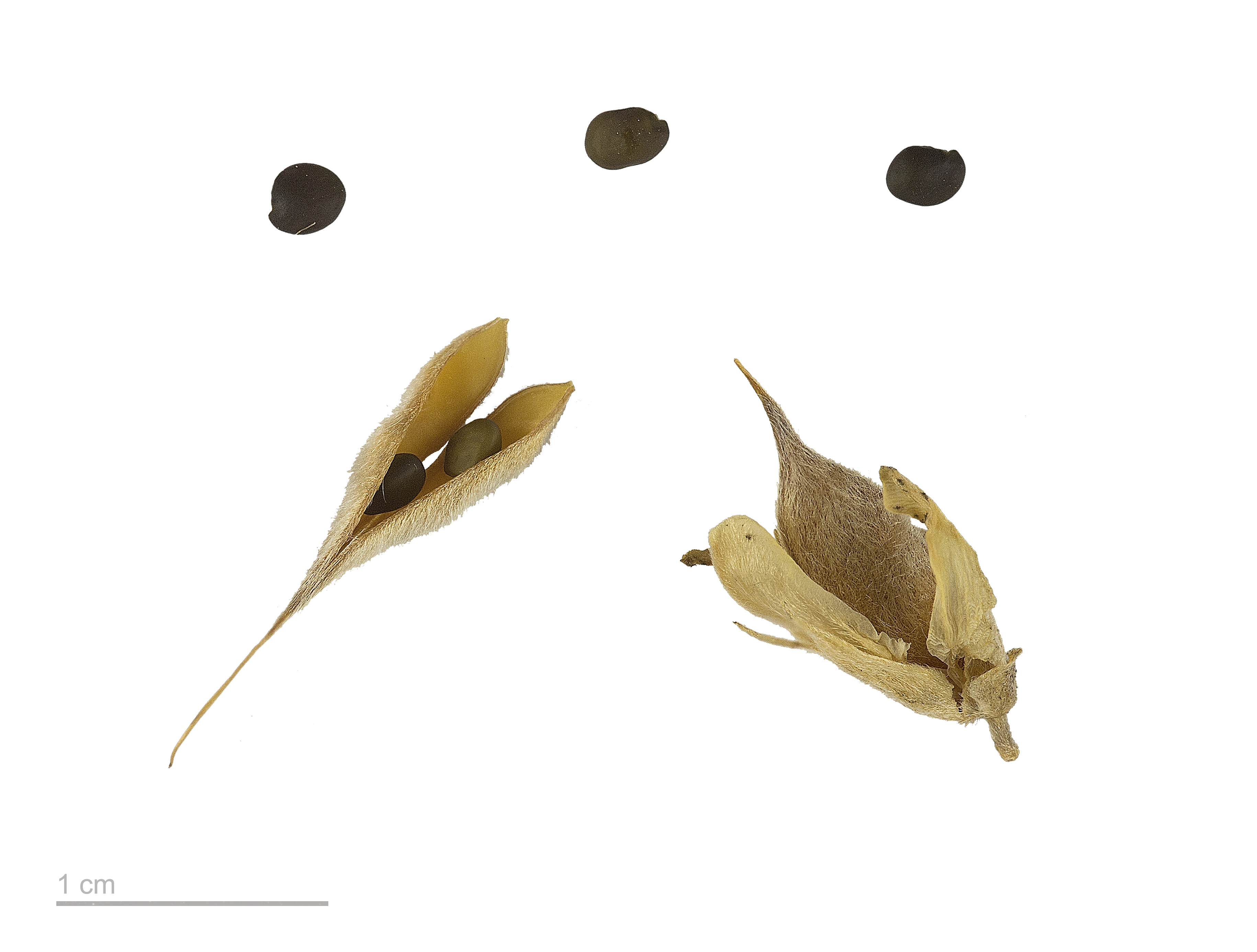
Echinospartum horridum - Museum specimen